# Chester Football Club
O Chester Football Club é um clube de futebol da Inglaterra, da cidade de Chester. Atualmente, disputa a National League North, correspondente à sexta divisão do futebol Inglês.

## História
O clube foi fundado em 2010 por um grupo de torcedores, desapontados com a exclusão do Chester City, em decorrência de enormes dificuldades financeiras e várias irregularidades dentro e fora de campo.
Assim como seu antecessor, o "novo" Chester manda seus jogos no Deva Stadium, com capacidade para 5.376 torcedores. O time conseguiu o acesso à 5ª divisão sendo campeão da 6ª, 7ª e 8ª divisões em anos consecutivos. Porém após alguns anos na Quinta Divisão acabou sendo rebaixado ao término da temporada 2017-18.

## Curiosidade
O terreno do Deva Stadium, casa do Chester, finalizado em 1992 dá ao Chester Football Club uma curiosidade extremamente incomum entre os clubes de futebol profissional espalhados pelo mundo, o fato dele existir em dois países ao mesmo tempo, sendo uma parte na Inglaterra, e outra no País de Gales . Oficialmente o clube é Inglês, devido ao seus escritórios sedes ficam em Bumpers Lane Chester CH1 4LT, em Sealand Industrial Estate.

## Elenco
Nota: Bandeiras indicam equipe nacional, conforme definido pelas regras de elegibilidade da FIFA. Os jogadores podem ter mais de uma nacionalidade não-FIFA.
| N.º |               | Posição | Jogador                                     |
| --- | ------------- | ------- | ------------------------------------------- |
|     | Inglaterra    | G       | Richard Whiteside                           |
|     | Inglaterra    | D       | Danny Meadowcroft                           |
|     | Inglaterra    | D       | Carl Ruffer                                 |
|     | Inglaterra    | D       | Michael White                               |
|     | Inglaterra    | D       | Anthony Sheehan                             |
|     | Inglaterra    | D       | Greg Stones                                 |
|     | Inglaterra    | D       | George Horan                                |
|     | País de Gales | D       | Stuart Graves                               |
|     | Inglaterra    | M       | Michael Aspin (emprestado pelo Farnborough) |
|     | Inglaterra    | M       | Daniel Mahoney                              |
|     | Inglaterra    | M       | Stuart Jones                                |
|     | Inglaterra    | M       | Mark Peers                                  |

| N.º |            | Posição | Jogador                                     |
| --- | ---------- | ------- | ------------------------------------------- |
|     | Inglaterra | M       | Roger Sharrock                              |
|     | Inglaterra | M       | Richie Foulkes                              |
|     | Inglaterra | M       | Kyle Armstrong                              |
|     | Inglaterra | M       | Andy Burgess                                |
|     | Inglaterra | M       | Iain Howard                                 |
|     | Inglaterra | M       | Mark Connolly                               |
|     | Inglaterra | M       | Tom Field                                   |
|     | Inglaterra | M       | Perry Groves                                |
|     | Escócia    | M       | Pat Nevin                                   |
|     | Inglaterra | A       | Rob Hopley                                  |
|     | Inglaterra | A       | Adriano Rigoglioso                          |
|     | Inglaterra | A       | Michael Wilde                               |
|     | Inglaterra | A       | Nick Rogan (emprestado pelo Fleetwood Town) |

## Títulos

### Liga
- Campeonato Inglês Sexta Divisão: 1

2012–13
- Campeonato Inglês Sétima Divisão: 1

2011–12
- Campeonato Ingles Oitava Divisão: 1

2010–11

### Copa
- Cheshire Senior Cup: 1

2012-13

## Uniformes

### 1º Uniforme
| 2020–2021 | 2019–2020 | 2018–2019 | 2017–2018 | 2016–2017 | 2015–2016 | 2014–2015 | 2013–2014 | 2012–2013 | 2010–2012 |

### 2º Uniforme
| 2020–2021 | 2019–2020 | 2018–2019 | 2017–2018 | 2016–2017 | 2015–2016 | 2014–2015 | 2013–2014 | 2012–2013 | 2010–2012 |